# Rayleigh (Mondkrater)
Rayleigh ist ein Einschlagkrater am östlichen Rand der Mondvorderseite, weshalb er von der Erde aus wenn überhaupt, dann nur stark verzerrt sichtbar ist.
Er liegt nördlich des Kraters Lyapunov und nordöstlich von Urey. 
Der Kraterwall ist sehr stark erodiert und teilweise fast ganz verschwunden und überlagert.
| Buchstabe | Position           | Durchmesser       | Link              |
| --------- | ------------------ | ----------------- | ----------------- |
| A         | Umbenannt in Urey  | Umbenannt in Urey | Umbenannt in Urey |
| B         | 29,05° N, 88,45° O | 15 km             |                   |
| C         | 31,44° N, 85,73° O | 28 km             |                   |
| D         | 29,01° N, 89,73° O | 22 km             |                   |

Der Krater wurde 1964 von der IAU nach dem britischen Physiker John William Strutt, 3. Baron Rayleigh, offiziell benannt.